# Peter Lowe
Peter Lowe (Londra, 17 giugno 1938 – 2012) è stato un artista britannico.

## Biografia
Nato a Londra a Victoria Park, Hackney, ha studiato al Goldsmiths College tra il 1954 e il 1960, dove hanno insegnato anche Mary Martin e Kenneth Martin. Nel 1960 costruì ed esibì il suo primo rilievo e sperimentò costruzioni trasformabili bilanciate. Il suo lavoro è principalmente esposto e apprezzato in Europa, dove si trova in molte collezioni nazionali, Vienna Mumok Sammlung Dieter und Gertraud Bogner, Muzeum Sztuki w Lodzi. Nel 1972 è cofondatore del gruppo Systems. Dal 1974 è membro dell'Arbeitskreis.
L'opera costruttivista di Peter Lowe è menzionata nel libro autorevole di Alastair Grieve del 2005 e un'intervista con lui dello storico dell'arte Alan Fowler è pubblicata nel catalogo della mostra della Southampton City Art Gallery, 2008.